# Johannelund
Johannelund is een station van de Stockholmse metro in Vinsta in het stadsdeel Hässelby-Vällingby van Stockholm op 17 spoorkilometer ten westen van het centraal gelegen metrostation Slussen. Het werd gebouwd als "industriestation" met beperkte openingstijden. Het station kent twee zijperrons in afwijking van het in Stockholm gebruikelijke eilandperron. Het ligt aan de noordkant van het Bergslagsplein tussen de viaducten over de Bergslagsvägen aan de oostkant en de Lövstavägen aan de westkant. De ingang ligt aan de noordkant in een parkje bij het bedrijventerrein.
Het station werd geopend op 1 november 1956 en wordt bediend door lijn T19 van de groene route. Het is het rustigste station van het hele net met slechts 1.500 reizigers per dag. Tot 1997 was het alleen in de  spits geopend en in het weekeinde zelfs geheel gesloten. Het industrieterrein Johannelund draagt tegenwoordig de naam Vinsta företagspark (Zweeds voor Bedrijvenpark Vinsta).

## Galerij

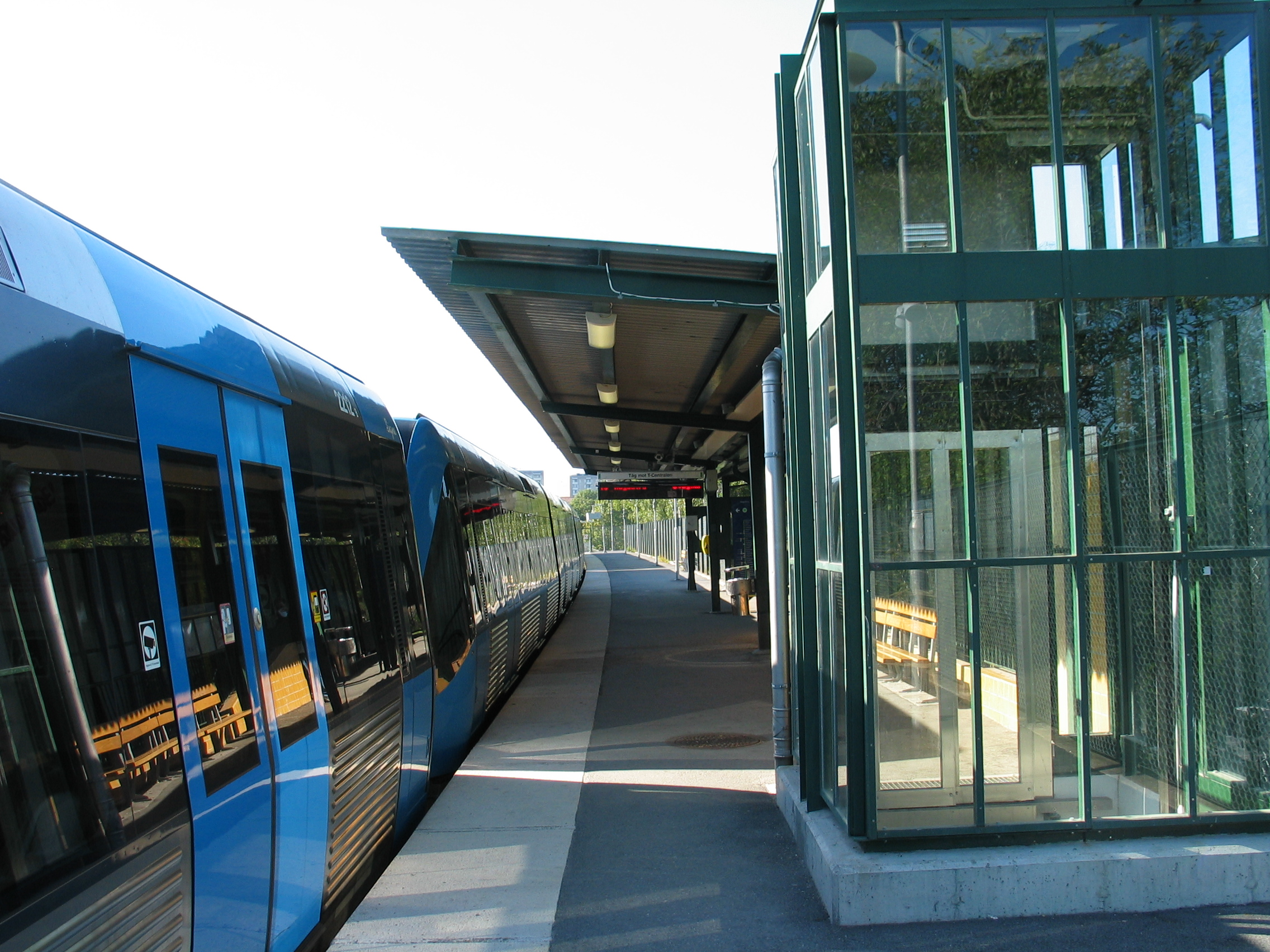
De lift, september 2006.
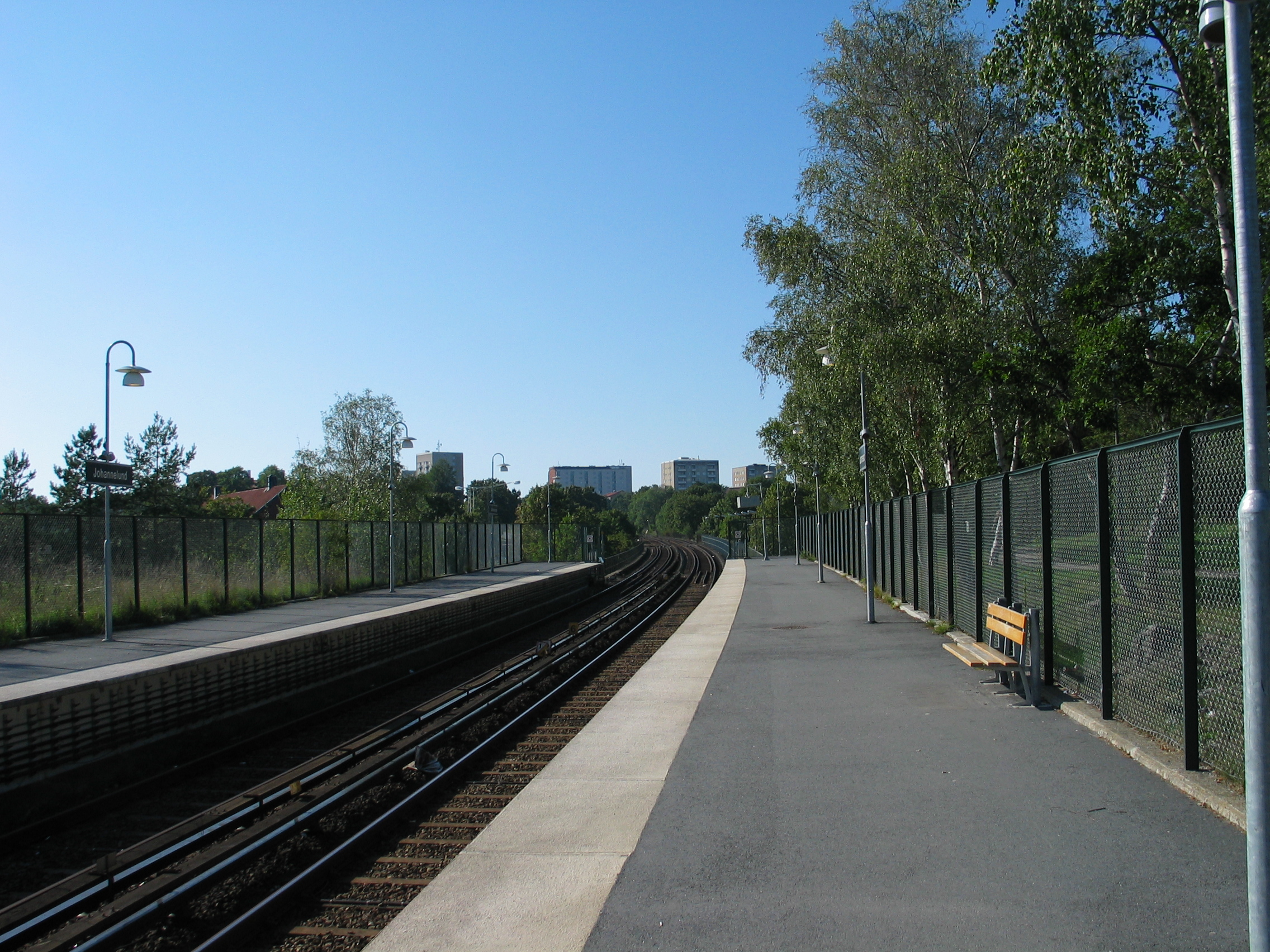
Het perron, met Hässelby in het westen op de achtergrond.

Hässelby strand · 
Hässelby gård ·
Johannelund ·
Vällingby ·
Råcksta ·
Blackeberg ·
Islandstorget ·
Ängbyplan ·
Åkeshov· 
Brommaplan·
Abrahamsberg· 
Stora Mossen· 
Alvik · 
Kristineberg · 
Thorildsplan  · 
Fridhemsplan · 
S:t Eriksplan · 
Odenplan  · 
Rådmansgatan  · 
Hötorget · 
T-Centralen ·  
Gamla Stan · 
Slussen · 
Medborgarplatsen ·  
Skanstull · 
Gullmarsplan ·  
Globen ·
Enskede gård ·
Sockenplan ·
Svedmyra ·
Stureby ·
Bandhagen ·
Högdalen ·
Rågsved ·
Hagsätra